# Lijst van afleveringen van Touch
Dit is een lijst van afleveringen van de Amerikaanse televisieserie Touch, gerangschikt op afleveringsnummer en seizoen. Een seizoen bestaat uit 13 afleveringen.

## Seizoen 1
- Het seizoen bestaat uit 13 afleveringen.
- De laatste twee afleveringen worden uitgezonden op 31 mei 2012, als dubbelaflevering.

| Nummer | Titel                | Regie                 | Script                          | Première          | Productiecode | Kijkers (VS) (in miljoenen) |
| --- | -------------------- | --------------------- | ------------------------------- | ----------------- | ------------- | --------------------------- |
| 1 | Pilot                | Francis Lawrence      | Tim Kring                       | 25 januari 2012   | 1ATG79        | 12.01                       |
| Martin Bohm (Kiefer Sutherland) is een alleenstaande vader van zijn zoon, Jake (David Mazouz). Jake spreekt niet en vertoont ongewoon gedrag, hij kan gebeurtenissen voorspellen door middel van cijfers, en dient daarom geïnstitutionaliseerd te worden. Bohm werkt met een maatschappelijk werker, Clea (Gugu Mbatha-Raw), en een professor die gespecialiseerd is in hoogbegaafde mensen (Danny Glover) om erachter te komen wat zijn zoon probeert te vertellen. |                      |                       |                                 |                   |               |                             |
| 2 | 1+1=3                | Ian Toynton           | Tim Kring                       | 22 maart 2012     | 1ATG01        | 11.81                       |
| Martin weet dat hij Jake met rust moet laten in de zorginstelling, maar het sprankje hoop dat de introverte Jake daadwerkelijk communiceert via getallen zorgt ervoor dat Martin zijn zoon blijft opzoeken. Een nieuwe getallenreeks zet hem op het spoor van een reeks gebeurtenissen die zich over de hele wereld afspelen. Een jongen in Moskou leeft afgeschermd van andere kinderen. Een jongeman uit India vliegt naar New York om zijn vaders laatste wens in vervulling te laten gaan. En een eenzame oude man hoort dat hij kanker heeft. Geen van drieën zal krijgen wat hij 't liefst wil, tenzij Martin de code weet te ontcijferen en in kan grijpen.                                                      |                      |                       |                                 |                   |               |                             |
| 3 | Safety in Numbers    | Stephen Williams      | Carol Barbee                    | 29 maart 2012     | 1ATG02        | 8.92                        |
| Martin vindt een briefje van Jake in zijn zak met een getallenreeks en gaat op advies van professor Teller op onderzoek uit. Wanneer Martin in de straten van Manhattan een dakloze man treft die zich de Invisible Prince noemt, voelt hij dat hij op het juiste spoor zit. Hij volgt de man en ontdekt een complot in hoge kringen dat een dreiging vormt voor een aantal onschuldige mensen. Martin weet niet dat deze nieuwe reeks getallen ook van invloed is op de inwoners van een arm dorpje in Zuid-Afrika en een wanhopige jonge vrouw op een festival in Californië. Ook de impact op Clea is onverwacht. |                      |                       |                                 |                   |               |                             |
| 4 | Kite Strings         | Tucker Gates          | Melinda Hsu Taylor              | 5 april 2012      | 1ATG04        | 7.15                        |
| Martin neemt Jake mee naar het graf van Sarah en ontmoet daar een jongeman die beweert haar gekend te hebben. Wanneer Martins aandacht wordt afgeleid door de vlieger van Jake, gaat de onbekende ervandoor. Martin probeert de losgebroken vlieger terug te vinden en volgt zo een nieuw spoor. Ondertussen komt de winnaar van een loterij samen met een depressieve predikant in een benarde situatie terecht. Terwijl de twee mannen op hulp wachten, biechten ze hun zonden aan elkaar op. En in Irak vraagt een Amerikaanse soldate aan de leden van een Iraakse heavymetalband of zij willen optreden voor de militairen. Zonder dat de muzikanten het weten, komt zij in de woestijn in een hinderlaag terecht. |                      |                       |                                 |                   |               |                             |
| 5 | Entanglement         | Milan Cheylov         | Chris Levinson                  | 12 april 2012     |               | 8.17                        |
| Op de dag van Jake's evaluatie krijgt Martin het lastig om de voogdij over zijn zoon te behouden. De nieuwe wiskundige patronen van Jake geven Martin onverwachte uitdagingen. Ze hebben ook een effect op Teller, die naar zijn eigen antwoorden op zoek is. In New York probeert een Chinese zakkenroller de vrijgevige stiefvader van zijn dochter te overtreffen. Een uitgehuwelijkte vrouw in Saoedi Arabië riskeert haar leven voor vrijheid. In Montreal moet een Aziatische student kiezen tussen zijn ouders en de verliefdheid op een jonge vrouw. En een oorlogsslachtoffer zint op wraak na de dood van haar familieleden.                                                                                  |                      |                       |                                 |                   |               |                             |
| 6 | Lost and Found       | Stephen Williams      | Robert Levine                   | 19 april 2012     |               | 7.32                        |
| |                      |                       |                                 |                   |               |                             |
| 7 | Noosphere Rising     | Gwyneth Horder Payton | Tim Kring & Carol Barbee        | 26 april 2012     |               | 6.                          |
| |                      |                       |                                 |                   |               |                             |
| 8 | Zone of Exclusion    | Adam Kane             | Chris Levinson                  | 3 mei 2012        |               | 6.72                        |
| |                      |                       |                                 |                   |               |                             |
| 9 | Music of the Spheres | Michael Waxman        | Rob Fresco                      | 10 mei 2012       |               | 6.84                        |
| |                      |                       |                                 |                   |               |                             |
| 10 | Tessellations        | Jon Cassar            | Zach Craley                     | 17 mei 2012       |               | 6.02                        |
| |                      |                       |                                 |                   |               |                             |
| 11 | Gyre (Part 1)        | Nelson McCormick      | Jonathan I. Kidd & Sonya Winton | 31 mei 2012       |               | 4.58                        |
| |                      |                       |                                 |                   |               |                             |
| 12 | Gyre (Part 2)        | Greg Beeman           | Tim Kring & Rob Fresco          | 31 mei 2012       |               | 4.60                        |
| |                      |                       |                                 |                   |               |                             |
| 13 | The Road Not Taken   | Nelson McCormick      | Melinda Hsu Taylor              | 14 september 2012 |               | 3.07                        |
| |                      |                       |                                 |                   |               |                             |